# Mine de San Cristóbal
 (mars 2025).
La Mine de San Cristóbal est une mine à ciel ouvert d'argent, de plomb, et de zinc située dans le département de Potosí en Bolivie. Elle serait le 3e plus grand site d'extraction d'argent, et le 6e de zinc. 

## Histoire
Le site d'extraction, qui s'appelait tout d'abord "mine Hedionda", a été découvert au XVIIe siècle par le prêtre espagnol A.A. Barba, l'exploitation se limitant d'abord au minerai d'argent. La mine est rebaptisée "Compania Minera de San Cristobal", pour opérer la mine de Toldos mine de 1870 à 1921, l’ingénieur polonais Jackowski dirigeant les travaux de 1896 à 1901, puis de 1927 à 1936, en utilisant des dispositifs pour évacuer le dioxyde de carbone hors de la mine. La mine de San Cristóbal a ensuite été développé par Apex Silver Mines Ltd. de Denver, dans le Colorado, une entreprise fondée en 1993. Elle appartient depuis 2009 en totalité à Sumitomo Corporation.